# Burgstall Thierbach
Der Burgstall Thierbach ist eine abgegangene mittelalterliche Niederungsburg am westlichen Ausgang von Thierbach, einem Gemeindeteil der Marktgemeinde Bad Steben im Landkreis Hof in Bayern.
Die Burganlage war der Vorgängerbau des von der Familie von Waldenfels Ende des 15. Jahrhunderts erbauten Schlosses Thierbach. 
Von der ehemaligen Burganlage ist nichts erhalten.